# 中居正広
中居 正広（なかい まさひろ、1972年〈昭和47年〉8月18日 - ）は、かつて日本で活動していた元タレント、元司会者、元俳優、元歌手。男性アイドルグループSMAPの元メンバー。愛称は中居君。
1987年から2020年3月31日までジャニーズ事務所（現・SMILE-UP.）に所属し、2020年4月から2025年1月までのんびりなかいに所属した。2023年6月に発生し、2024年12月に発覚した週刊誌報道を巡る騒動により2025年1月23日をもって芸能界を引退した。

## 略歴

### 生い立ち
神奈川県藤沢市出身、3人兄弟の末っ子である。中居の幼少期についてはメディアで「貧困を経験した」と紹介されることがある一方で、それを否定する意見もある。
小学4年生までを鵠沼で過ごし、その後は辻堂で育った。湘南エリアという海の街ののどかで、やんちゃな風土に染まって成長した。小学生の頃は「近所のガキ大将」で、近所で遊ぶ時は電信柱を這い上がって元気な男子小学生だった。
少年野球のチームに入部して、毎日のように河原で練習する。将来は読売ジャイアンツの選手になりたかったが、小学校卒業を目前にして肘を故障し、野球を断念した。やぶれかぶれになってしまい、男友達とつるんでヤンキーになる。小学校を卒業後、近所の中学校に進学した。

### 芸能活動
中学校内に旧ジャニーズ事務所所属の生徒がいたことをきっかけに友人らと同事務所へ応募し、唯一書類選考に受かり、1987年、ジャニーズ事務所に入所。その後、ジャニーズJr.内グループスケートボーイズのメンバーを経て、1988年4月に結成された男性アイドルグループSMAPのメンバーとなる。グループの中では最年長で、リーダーを務める。1989年、テレビドラマ『時間ですよ平成元年』で俳優デビュー。1991年9月9日、SMAPとしてCDデビュー（以降のグループでの活動はSMAPを参照）。
1994年4月、フジテレビの昼番組『笑っていいとも!』のレギュラーとなり、2014年3月31日の番組終了まで20年間出演。
1995年に『味いちもんめ』で連続ドラマ初主演。同年10月よりテレビ朝日の報道番組『サンデージャングル』で初のキャスターを務める。
1996年に『SMAP×SMAP』が放送開始。番組のメインコーナー「BISTRO SMAP」では、進行役であるオーナーを担当。
1997年の『第48回NHK紅白歌合戦』で初の司会に抜擢される。25歳での白組司会は番組最年少記録となった。その後も、通算6回に渡って同番組の司会を担当。
1998年から、フジテレビの大型特別番組『FNS27時間テレビ』の総合司会を3年連続で務めた。その後もSMAPとして担当した2014年を含め、通算8回に渡って総合司会を担当。
2004年にTBSのオリンピックメインキャスターを初担当。以後、2018年までのオリンピック時に、8大会連続で同局のメインキャスターを務めた。
2007年の『第58回NHK紅白歌合戦』で紅組司会を担当。男性による紅組司会および紅白両方の司会を務めたのはNHKアナウンサーを除くと中居のみである。
2009年10月、ドキュメンタリー映画『マイケル・ジャクソン THIS IS IT』のワールドプレミア（アメリカのロサンゼルスで開催）に、日本で唯一のゲストとして招待を受け参加。
12月、自身の私服を集めた写真集『私服だらけの中居正広増刊号〜輝いて〜』（同年8月発売）が、約37万部を売り上げ「オリコン2009年年間“本”ランキング」のタレント本部門で1位を記録。
2013年のワールド・ベースボール・クラシックで、日本野球機構により日本プロ野球史上初の公認サポーターである「侍ジャパン公認サポートキャプテン」に抜擢される。以後、芸能界引退まで2017年・2023年と3大会連続で務めた。
2015年6月上旬に喉の腫瘍手術を行った。

2016年12月31日をもってSMAPが解散となったことに伴い、ソロタレントとなる。
2020年2月21日に記者会見を開き、3月31日をもってジャニーズ事務所を退所し、4月から個人事務所「株式会社のんびりなかい」に所属し、同事務所の代表取締役社長に就任することを発表。同事務所は父の命日となる2月19日に設立している。
2022年7月14日、急性虫垂炎のため入院、手術を受けた。7月16日に12年連続で総合司会を務める予定だったTBSの大型音楽番組『音楽の日2022』への出演は取りやめとなった。7月18日、退院を報告。
10月、体調不良のため1・8日放送の『中居正広のキャスターな会』を2週連続で欠席。10月15日放送の同番組で3週間ぶりに復帰したが、11月4日、体調不良のため1か月ほど活動を休止し休養することを発表。12月2日、年内の静養専念を発表した。翌2023年1月14日放送の『キャスターな会』および『中居正広 ON&ON AIR』で本格的に仕事復帰。

### 芸能界引退
2025年1月、後述（#週刊誌報道を巡る騒動と芸能界引退）の女性トラブルにより中居が出演する6本のレギュラー番組がいずれも終了するか中居を降板させることを決定。同年1月23日、ファンクラブ向け有料サイトおよび公式サイトにて芸能界を引退することを表明。自身が代表を務めた「株式会社のんびりなかい」についても、残務整理が完了次第、廃業することを発表した。

## 人物
- 藤沢市立鵠沼小学校（1 - 4年生）→藤沢市立明治小学校卒（5・6年生）→藤沢市立明治中学校卒→平塚学園高等学校（1年生）→東京都立代々木高等学校（現・東京都立世田谷泉高等学校）卒（2・3・4年生）。
- レギュラー番組の年内最後の収録ではスタッフや共演者に叙々苑など比較的高価な弁当を差し入れることが恒例となっている[50][51]。
- 司会業で多くの人と接する上での処世術として「好きな人が出来てしまうと、苦手な人が出来てしまう。そうなると苦手な人が来るとやりづらくなる」という理由で「好きな人も作んないようにしている」と言っており「なんだか相性が合うなって言う人を作んないように気を付けていたら、いつの間にか嫌いな人が居無くなりました」と述べている[52]。
- 違法薬物の存在や薬物乱用など薬について「やってはいけないことはやってはいけない。その一つに限るんじゃないでしょうか」「もし捕まったら（違約金を）払わないといけないと分かっていても、やめられないのがドラッグなのかなと思います」「10億も、20億も、違約金を想定しても、使いたいと思うのは、悪魔の薬なんでしょう」と批判的に語っている[53][54]。薬物乱用による逮捕者にミュージシャンが多いことに対する憤りも吐露しており、ダウンタウン松本人志の「結局、何がアカンってすごくベタで申し訳ないけど、覚醒剤って人に迷惑かけるから、自分で勝手に楽しんで勝手に野垂れ死ぬ分には知らんけど、酒乱もそうなんですけど、人に迷惑かけるのは本当にやめてほしい」という発言にも「わかる」と言った[55]。
- 稲垣吾郎が道路交通法違反と公務執行妨害違反容疑で現行犯逮捕され活動自粛後の復帰番組において、中居は徹底的に厳しい内容として事実を伝え、検証に耐えうるものにするよう構成に意見した。鈴木おさむは中居を天才的なプロデュース力があり俯瞰的視点を持つと評価した[56]。
- 「〇〇べ」、「〇〇だべ」などの方言を使うことが知れ渡っている[57]。

### 故郷の神奈川・藤沢
- 地元、藤沢市の辻堂について、2021年2月13日、自身がMCを務めるテレビ朝日『中居正広のニュースな会』で「辻堂、ショッピングモールが3つぐらいある。駅にもあるし、ちょっと離れたところにもある。今、マンションがすごい建ってる」と解説している[58]。週末にオフができると、車で辻堂に帰っては、1学年下の後輩が経営している大衆的な居酒屋に旧友たちと集るという[23]。また「テラスモール湘南」や「湘南モールフィル」に足しげく通っていたという[23]。
- 中居は以前から故郷の神奈川・藤沢で暮らす夢を語っている。2016年7月に発売された雑誌『藤沢・辻堂Walker』（KADOKAWA）でも、地元への思いを「『将来は藤沢に戻りたいなぁ』と思います。この年齢から新しい友達なんてそうそうできないし、昔からの友達がいて思い出のある地元がいい。（中略）地元に家を持つのは、まだ実現していないけれど、いつかは……という気持ちは、ずっと持っています」と述べている[59]。

### 趣味・嗜好
- バスケットボール経験者であるが野球ファンである（後述）。
- 大のコンピュータゲーム好きであり、野球ゲーム『ファミスタ』シリーズは中居正広が特に好きなコンピュータゲームである[60]。
- 多読家であり[61][62]、自宅にはノンフィクションから文芸作品まで書籍が山積みであるとされている[63]。ただし、漫画、アニメに関してはあまり興味が無い[64]。
- 幼少期に極貧を経験したと主張していることもあり、基本的には1つの物を非常に長く使う性分であり、物欲がほぼなく庶民的・倹約家として知られる。ガムテープで補強された椅子、セロハンテープで蓋を閉めた炊飯器、ボロボロになったバスタオルなど、古くなった物や壊れた物でも補強し、完全に故障して使用不可能になるまで使用し続けているとされている[20]。ベッドは19才の時に購入した物を使い続け40代でようやくiPhoneを使用し始めたが、それ以前はガラパゴス携帯をずっと使って居た[20]。
- かつての愛車は白い日産・シーマ（FY33型）であり、13〜14年間乗車し続けていた[65]。愛車は、番組『中居正広の金曜日のスマたちへ』（TBS系）や、『めちゃ×2イケてるッ!』（フジテレビ系）など自身が出演する番組にもしばしば登場していた。
- 清潔で整理整頓を好むとされており[66]、1993年に自宅部屋が公開された時には部屋は整頓されていた[66]。膨大な数の洋服があり、洋服を収集することが趣味とされており、服屋（英語版）が開店できる程の多量の服を所持して居るとされた[66]。
- 食事に関するエピソードでも極めて庶民派とされており、好きな食物は大半が和食、庶民的料理、B級グルメである。好きな食べ物は生姜焼き定食・とんかつ定食・カツカレー・カツ丼・炒飯・餃子・ラーメン・スパゲティ・唐揚げ・蕎麦・焼肉・ハンバーグ・つけ麺・シーザーサラダなどが挙げられている[67][68][69][70]。また大食いであり、朝から炒飯や餃子を食べている[67]。楽屋では自身は高級弁当でなくオリジン弁当などの大衆チェーン店の弁当を好んで食べている[71]。コロナ禍以降は外食はあまりせず自宅で食事している[20]。

### チャリティー活動
- 1995年3月、第67回選抜高等学校野球大会の開会式を中継したラジオ番組に電話出演。「被災地の人を勇気づけられるよう、一生懸命頑張ってください」という高校球児に向けたメッセージを送り、この日の出演料を全額ラジオ局の義援金係に寄付した[5]。
- 2011年の東日本大震災発災後は友人たちと福島県を訪れてがれきの撤去や炊き出しに協力した。当時中居はこれについて「偽善と言われることに不安もあったけれど、今はそんなことを言っている場合じゃない」といった思いを述べていた[5]。また、被災地のこども達に任天堂の携帯型ゲーム機であるニンテンドーDSを配るなどの活動をしていた。
- 東日本大震災発生後の3か月で、SMAPのメンバー5人が日本赤十字社に寄付した義援金は少なくとも総額4億円以上であり、その内の2億円が中居によるものと報じたメディアもあった。現在も毎年3月11日の前後には義援金を寄付しているという。また、継続的に義援金を呼びかけていた『SMAP×SMAP』（フジテレビ）の最終回でも謝罪シーン後にこの呼び掛けが入り、終了後も自身のラジオ番組『中居正広 ON&ON AIR』（ニッポン放送）で呼びかけを続けている[5]。
- 2016年の熊本地震では1回目は単身（4月25日）、2回目以降は親友である笑福亭鶴瓶・岡村隆史（5月7日）や香取慎吾（5月15日）と共に避難所や学校を訪れてラーメンや炒飯の炊き出しや、アイスクリームや携帯用ゲーム機などを配ったり、マッサージチェア1台と電動足もみ器3台や子供向けのおもちゃなどを贈呈するといった活動を行った[72][73][74]。
- 2020年の新型コロナウイルス蔓延の現状を鑑み「東京コロナ医療支援基金」と「LOVE POCKET FUND（愛のポケット基金）」にそれぞれ1,000万円を寄付した[5]。
- 新型コロナウイルスの治療に携わる医療従事者に叙々苑の弁当の差し入れを度々行ったことが報じられている[50]。
- 後述する2021年の紺綬褒章の受章は国や地方公共団体などに私財を500万円以上寄付したこと、賞杯と漆塗りの木製の杯の授与は1,500万円以上寄付したことが称えられたことによるものである[5]。

### 野球関連
- 小学生の頃に少年野球チームに所属していたが、本人によると野球肘により野球の道を断念したとのこと[75]。また、山本圭壱が監督を務める草野球チームに所属していたことがある[76]。
- 野球フリークであり、プロ野球では読売ジャイアンツと原辰徳のファン[77]。2000年の東京ドームで行われた巨人の開幕戦では、試合開始前の開幕セレモニーで国歌「君が代」独唱を担当した[78]。中居の野球・巨人好きは球界関係者にも広く知られており、特に原辰徳からは「（爆笑問題の）田中さんと中居くんだけはジャイアンツの選手だと思ってる」と言われている[79]。
- 一方で、1992年の『プロ野球ai』においては、「巨人・原辰徳や、阪神・掛布雅之に憧れた世代」と発表。阪神ファンの機関紙『月刊タイガース』200号において「湘南出身なのにタイガースファンの中居です」とコメントを寄せていたことが『宝島』の投稿コーナー「VOW」にも取り上げられた。
- 番組で共演した経験のある清原和博とはプライベートでの交流はないが「キヨさんから学んだこといっぱいある」としている。2016年の逮捕後も気にかけており、2018年には著書『清原和博 告白』を自ら購入し読んだ感想を語ったり、2020年には清原のサイン入りの著書『薬物依存症』を関係者を通じて貰ったりしている[80][81]。

### SMAP・ジャニーズ関連
- SMAPではリーダーを担当し、歌唱力に難はあるものの[82][83]リズム感が良くダンスやラップが得意であり、作曲などの制作者としても活動している[84][85][86]。SMAPのメンバー紹介を行う曲（『FIVE RESPECT』など）は全て中居による制作曲である[87]。
- 好きなSMAPのシングル曲として『Mistake!』を挙げている。理由として好きになる基準は「まずメロディーが一番大事でしょ。次ね、振り付けが好きか嫌いか。で、次、衣装が自分の好きなものかどうか。あと平均的に5人がかっこいいかってのがある」と語っており、それに該当するのがこの曲であるとしている[88]。
- 2013年4月放送の『SMAP×SMAP SMAPはじめての5人旅スペシャル』にて兵衛向陽閣のカラオケスナックを貸し切り各メンバーがSMAPの曲を合計24曲歌い、最後の曲となった「BEST FRIEND」を聞いた際には感極まって号泣し「おれ100人だったら相手できる」「10人が突っかかってきても、おれ絶対SMAPを守れるよ」と発言した[89]。
- 2013年、後輩グループ・Kis-My-Ft2の横尾渉・宮田俊哉・二階堂高嗣・千賀健永による派生ユニット・舞祭組をプロデュースし[90]、「なかいさん」名義において作詞・作曲・振付を担当。

### 恋愛観・結婚観
- 恋人の浮気に関して、2019年1月30日放送のバラエティ番組『ナカイの窓』（日本テレビ系）で、複数の男性と交際する女性が出演し、“恋人が浮気した際の対応”が話題にあがったが、MCの田中みな実から「彼女の浮気はバレなければいいか」と聞かれ、中居は「ぜんぜんいいですよ」と即答、続けて「バレたらすぐ出てってもらいます」と、恋人が浮気したら家から追い出すことを明かしていた[91]。
- 2023年8月11日放送のTBS系『中居正広の金曜日のスマイルたちへ』で、結婚について語り、中居は「俺はやっぱり別居」、「飯は作ってほしい」などと述べた[92]。

### 資産
- 2017年10月16日深夜に放送されたTBS系新バラエティ番組『なかい君の学スイッチ』の初回放送で、中居は自身の貯金額について言及、「銀行口座が1個しかない」と明かし、「1個だから、お金を下ろしたときに貯金がそこにしかないから、残高とかびっくりする」と打ち明けている[93]。サンドウィッチマンの伊達みきおが「残高100億円あるって本当ですか?」とネット上で話題になった貯金額について中居に尋ねると「ないよ、ないよ。あるわけがない」と否定している[93]。
- 長者番付が最後に公示された2005年、中居の納税額は約1億9000万円で当時の税率から単純に逆算すれば推定年収は4億円弱だった[94][95]。中居の出演番組のギャラは、ピーク時には1本200万円に達していたといわれる[95]。1年50週で計算した場合、1番組で年間1億円の収入、5番組で5億円である[95]。これにCMのギャラや特番の臨時収入、SMAPの歌唱印税も入る[95]。年収で10億円に達した年もあったとされる[95]。また中居は都内一等地に複数の不動産を所有していて、それらは軒並み高騰している[94]。中居が所有する不動産について、確認できただけでも、東京都港区の超高級マンションに315平方メートル、目黒区の高級マンションに97平方メートル、横浜市内の大規模マンションにも114平方メートルの部屋を所有している[95]。税金分を差っ引いても総資産は20億円を下回らないといわれている[95]。「総資産として50億円は軽く超えているのではないか」との意見もある[94]。

### 評価
- 自身の歌唱力不足に関しては度々自虐ネタにしてウケを狙っているが、出川哲朗や斉藤和義は中居の歌唱力を肯定的に評価していた[82][83]。
- 得意なダンスはロックダンスであり、三浦大知は中居について、ロックダンスを日本で一般的な存在にした功労者であると語っている[96]。
- 2020年7月22日に放送された『水曜日のダウンタウン』の「古今東西 日本人知名度ランキング」[注 8]の第2弾[注 9]では、7位（93.2%）にランクインした。存命の60歳以下の人物としては、唯一のTOP10のランクインだった[98]。

## 家族
中居家
中居正広本人は神奈川県藤沢市出身ではあるが、自身のルーツは北海道であり、父・正志は岩内町出身。
- 父：正志 - 父親の職業は諸説あり、「自営業[100]」あるいは「定職に就いていなくてバイトのような仕事をして稼いだ[16]」という。息子たちを必死に育てた[100]。ジャニーズタレントの家族としては極めて異例の存在で、バラエティー番組に数多く出演し、3人兄弟の末っ子である中居のことを愛情を込めて「ヒロちゃん」と呼んでいた[101]。婚期を逃し続ける中居を嘆いていたこともあった[102]。中居と同様に物欲がなく、父の日のお祝いを「俺を父親にしてくれた子供たちに感謝する日なんだから、お祝いはいらない」と言って断ったとされる[5]。2003年に中居は父親の住居のために東京都で100㎡の住居をプレゼントした。また、めちゃ×2イケてるッ！に中居とともに出演したこともあった[103]。2013年2月に肺がんと診断され、2014年5月か6月には咽頭がんが見つかり闘病していたが、2015年2月に死去した[33][101][34]。
- 母 - 母は福岡県出身で[21]、百貨店で働いた[16]。中居が購入した神奈川の[103]マンモスマンションで暮らしている[100]。2020年8月8日に放送されたバラエティー番組『新・日本男児と中居』（日本テレビ）で中居は「敷地内に体育館、図書館、コンビニ、小さい病院がある。ピッとボタンを押したら敷地内の病院につながるから安心」と述べている[100]。中居は父が死去するまではどちらかというと父よりも母への言及を避けていた[103]。
- 長兄・次兄 - ともに一般人である。長兄は地方のスーパーに勤務と報道されている[104]。長男は中居より5歳年上であり[105]、中居と同様にシャコタンの改造車が趣味だった[106]。

その他、同棲人としては2011年ごろから交際していた女性の存在が不祥事後の2025年現在も確認されている。

## 週刊誌報道を巡る騒動と芸能界引退
2024年12月、『女性セブン』および『週刊文春』において、中居が前年の2023年6月に芸能関係者である20代の女性とトラブルになり、約9000万円の解決金を支払うことで示談が成立していたと報道。さらに、一部スポーツ紙が女性を「放送局に勤務」と報道し騒動となる。（後に金額に対しては、女性側は週刊誌を通して、そんなに高額は受け取ってないと否定している。）
この報道を受け、中居が出演しているテレビやラジオの番組、CMに関して放送休止などの対応がとられた。また、この問題にフジテレビ幹部社員の関与が疑われるなど、フジテレビを含めて放送業界の企業コンプライアンスの在り方など、メディア全体を巻き込んだ大きな問題に発展した。
2025年1月7日、日本テレビは、中居がMCを務める『ザ!世界仰天ニュース』について、中居の出演シーンを全面的にカットして放送した。これについて、日本テレビは「総合的な判断。本人からも同様の申し出を受けた」と説明した。また1月8日、フジテレビは、中居の冠番組である『だれかtoなかい』の放送を「中居氏に関する報道を受け、状況を総合的に検討した結果」として当面の間休止すると発表した。
また、中居のトラブルはドイツ紙やフランスメディアなど世界各国でも報じられた。
同年1月9日、本人の公式サイトにおいて、手を挙げる暴力行為はなかったとしつつ、既報のトラブルがあったことを認め「今回のトラブルはすべて私の至らなさによるもの」と謝罪する声明が公表された。声明では民事訴訟の範囲で済むと考えていたため「示談が成立したことにより、今後の芸能活動についても支障なく続けられることになった」と以降も芸能活動を継続していくことを示唆したが、テレビ朝日は同日、中居の冠番組である『中居正広の土曜日な会』の放送を「今回の事態の真相に不明な部分がある」等として当面の間休止すると発表した。また1月10日、日本テレビは『ザ!世界仰天ニュース』について「依然として不明な点が多い」として当面の間中居の出演を見合わせると発表した。なお、示談の際に金銭のかかわる守秘義務契約を中居が主導してしまい、事件にかかわった被害者や別の関係者の一部に関しても第三者委員会の報告書などで言及が原則避けられている人物名が存在する。
2025年1月14日、米投資ファンド「ダルトン・インベストメンツ」はフジテレビの親会社フジ・メディア・ホールディングスに対し、「中居正広を巡る騒動を受け第三者委員会の調査を求める書簡を送付した」と発表した。
その後も中居のレギュラー出演番組に対する動きが相次ぎ、同月15日、日本テレビが『ザ!世界仰天ニュース』について中居の降板を発表。同月20日、TBSテレビが中居の冠番組である『中居正広の金曜日のスマイルたちへ』の打ち切り（事実上の最終回は2024年12月13日放送分）と中居がMCを務める『THE MC3』の降板を発表。同月21日、ニッポン放送が中居の冠ラジオ番組である『中居正広 ON&ON AIR』の打ち切り（事実上の最終回は2025年1月4日放送分）を発表。同月22日、テレビ朝日が『中居正広の土曜日な会』の打ち切り（事実上の最終回は2024年12月21日放送分）を発表。さらに同日、フジテレビが『だれかtoなかい』の打ち切り（事実上の最終回は2024年12月15日放送分）を発表した。この結果、中居が出演していた全てのレギュラー番組が終了するか中居を降板させる事態となった。
これにより、2025年1月4日放送のニッポン放送『中居正広 ON&ON AIR』が中居にとって引退前最後のメディア出演となった。
そして一連の報道から1ヶ月後の2025年1月23日、有料ファンクラブサイトおよび公式サイトを通じて芸能活動からの引退を発表。各種サイトで「私、中居正広は本日をもって芸能活動を引退いたします。なお、会社であります【（株）のんびりなかい】につきましては、残りの様々な手続き、業務が終わり次第、廃業することと致します」と報告し、あわせて「あらゆる責任を果たしたとは全く思っておりません。」「全責任は私個人にあります。」「改めて、相手さまに対しても心より謝罪申し上げます」と記載した。ただし、声明では有料ファンクラブと公式サイトで文体の一部が変更され、ファンクラブ側では会員に向けた謝罪の意の文章も追加されていた。これに伴い、Xの公式アカウントも削除され、公式サイトも2月19日付で閉鎖されることが発表された。

### 芸能界引退後の動き
2025年3月31日、フジテレビとフジ・メディア・ホールディングスが設置した第三者委員会は、被害を受けた女性について「入社数年目のフジのアナウンサー」と明かし、この女性が中居から受けたトラブルは性行為に直接言及されていなくても「『業務の延長線上』における性暴力で、心的外傷後ストレス障害（PTSD）を発症する重大な人権侵害」と認定した。被害女性は本件により自死の危険性に陥っており、本報告書に対し「私が受けた被害は一生消えることはなく失ったものが戻ってくることはありません。」とコメントし、酷い誹謗中傷にさらされたことも代理人を通じて明かした。
同年5月12日、本人代理人の弁護士は期限を設け「受任通知兼資料開示請求及び釈明要求のご連絡」文を報道各社に公表した。書面にて上記報告書の中立性と公正性に関する疑問を呈し、ヒヤリング資料等の提示を求めた。さらに、報告書中で認定された「性暴力」の表現に対し、WHO定義を採用したことについて漫然と使用していると批判し、普通の日本人や一般的な日本語の「性暴力」について述べ、弁護人による本人聞き取りの結果、後者のような暴力的または強制的性行為は無いと反論した。あわせて、「守秘義務にこだわらずに約6時間にわたり誠実に回答した」内容の反映がなく、その理由の記載がないことも批判した。
これに対し、第三者委員会は同月22日に資料開示は守秘義務のため応じないこと、当日の具体的行為は示談前の女性の被害申告、女性と中居とのショートメール内容、関係者供述などにより認定したと回答した。また女性は守秘義務の全面解除に応じる一方、中居側は情報流布を懸念し女性の守秘義務を解除しなかったため、最終的には双方とも示談契約における守秘義務を負ったヒヤリングに応じた経緯が述べられている。「性暴力」定義については、WHOの「性暴力」のほか、内閣府男女共同参画局ホームページで「同意のない性的な行為」とし、福岡県の「性暴力とは、被害者の身体又は精神に対し、被害者の同意がなく行われる性的な行為」という定義についても報告書内で触れ、国内でもWHOの定義と整合している説明をしていることを補足した。なお、社会的背景では、被害者側が求めていた処罰要件や罪名変更の改正刑法が2023年6月16日に成立し、「強制わいせつ罪」が「恐怖や驚がく」「虐待」「経済的・社会的地位に基づく影響力」により抵抗不能な「不同意わいせつ罪」となるなど変更があり、かつ全国各地の支援センターではジャニーズの性加害問題のニュースをきっかけに男性の性被害の相談が増え、富山県では「あなたがイヤだと感じた性的行為は全て性暴力」、徳島県では「あなたが望まない性的な行為は、性暴力です」と資料を配付している状況にある。中居正広氏代理人は同月23日、回答に納得できないとして本人のヒヤリング音声データなどを求めるほか、WHO定義使用理由や「「業務の延長線上」という拡大解釈について」などを再回答を要求した。

同月30日、本人代理人は改めてフジテレビの第三者委員会にヒヤリング記録等を資料開示を求める意見を表明した。その中で被害女性はプライベートの出来事に関して様々なやりとりがある仲などと述べた。第三者委員会の『業務の延長線上』との見解にも労災扱いがあったのかと疑問を呈した。この表明に対し、同日取材に女性代理人は今回の文書は第三者委員会あてのためコメントする立場にないとしつつも、関係性やメール内容、さらに1月当時の中居代理人と女性代理人とのやりとり等の経緯は、事実と異なると公表。このような言及は、女性に対するさらなる加害、二次加害に他ならないと代理人は考えると回答した。また中居側からの事実確認はなかったと言う。
6月4日、女性側は「失恋事案」と評されたことに対し、「父親と同世代の方に恋愛感情など最初から1ミリもない」と反論し誹謗中傷に悩んでいることを取材に答えた。

## 出演

### 引退時点での出演番組

#### レギュラー番組
テレビ
- ザ!世界仰天ニュース（2001年4月11日 - 2024年12月3日、日本テレビ） - MC[注 15]
- 中居正広の金曜日のスマイルたちへ（2001年10月19日 - 2024年12月13日、TBS） - MC
- 中居正広のニュースな会 → 中居正広のキャスターな会 → 中居正広の土曜日な会（2019年4月27日 - 2024年12月21日、テレビ朝日） - MC
- まつもtoなかい → だれかtoなかい（2023年4月30日 - 2024年12月15日、フジテレビ） - MC[153][154]
- THE MC3（2024年5月6日 / 2024年10月21日 - 12月9日、TBS） - MC[注 16][155]

ラジオ
- 中居正広のSome girl' SMAP → 中居正広 ON&ON AIR（1995年7月1日 - 2025年1月4日、ニッポン放送）

#### スペシャル番組
- World Baseballエンタテイメント たまッチ!（2007年 - 2024年、フジテレビ） - リーダー（MC）
- 音楽の日（2011年 - 2024年[注 17]、TBS） - 総合司会[156]
- プロ野球ドラフト会議[注 18]（2012年 - 2024年[注 17]、TBS） - MC[157]
- 中居正広のプロ野球珍プレー好プレー大賞（2015年 - 2024年[注 17]、フジテレビ） - MC
  - 中居正広のスポーツ珍プレー好プレー（2020年5月3日・2024年9月16日、フジテレビ） - MC[158]
  - 中居正広のオリンピック珍プレー好プレー大賞（2024年7月11日、フジテレビ） - MC[159]
- 中居と大悟を口説く夜 → 中居大悟と言いたい女 → 中居大悟に言いたい人々（2022年 - 2024年、TBS） - MC
- 加藤浩次&中居正広の歴代日本代表〇〇〇人が選ぶ『この日本代表がスゴい!』ベスト20（2023年・2024年[注 17]、日本テレビ） - MC
- 中居正広の芸能人!お友達呼んで来ましたグランプリ（2023年10月28日・2024年5月11日、フジテレビ） - MC
- ココロのナカイ（2024年4月8日、関西テレビ・フジテレビ） - MC[160]
- ナカイの窓 復活SP（2024年12月27日、日本テレビ） - MC

その他
- 侍ジャパン公認サポートキャプテン
  - ワールド・ベースボール・クラシック（テレビ朝日・TBS）
    - 第3回ワールド・ベースボール・クラシック（2013年3月2日 - 20日）
    - 第4回ワールド・ベースボール・クラシック（2017年3月7日 - 23日）[161]
    - 第5回ワールド・ベースボール・クラシック（2023年3月9日 - 22日）[32]

  - WBSCプレミア12（テレビ朝日・TBS）
    - 第1回WBSCプレミア12（2015年11月8日 - 21日）
    - 第2回WBSCプレミア12（2019年11月5日 - 17日）[162]
    - 第3回WBSCプレミア12（2024年11月13日 - 24日）[8]

#### CM
- ソフトバンク（2023年 - 2025年）[163][164]
- タイミー（2024年 - 2025年）[165]

### 引退より前に終了した出演番組

#### レギュラー番組
バラエティ番組
- 笑っていいとも!（1994年4月 - 2014年3月、フジテレビ）
  - 笑っていいとも!増刊号
  - 笑っていいとも!特大号（毎年年末）
  - 笑っていいとも!グランドフィナーレ感謝の超特大号（2014年3月31日）
- OH!エルくらぶ（1994年10月 - 1996年3月、テレビ朝日） - 司会
- ダウトをさがせII（1994年10月20日 - 1995年2月16日、毎日放送・TBS）
- 生さんま みんなでイイ気持ち!（1995年10月20日 - 12月22日、フジテレビ） - サブMC
- 中居くん温泉シリーズ（1996年 - 1998年、読売テレビ・日本テレビ） - MC
  - 中居くん温泉（1996年7月13日 - 1997年3月29日[注 19]）
  - 中居くん温泉'S（1997年4月6日 - 9月28日[注 20]）
  - 中居くん温泉H（1997年10月1日 - 1998年3月25日）
- 中居正広のボクらはみんな生きている（1997年10月29日 - 1998年9月16日、フジテレビ） - MC
- サタスマ「中居正広のボク生きII」（1998年10月31日 - 1999年3月20日、フジテレビ） - MC
- サタ☆スマ（1999年4月17日 - 2002年3月23日、フジテレビ）
- デリバリー・スマップ デリ!スマ（2002年4月13日 - 12月14日、フジテレビ）
- ワカチュキ（2002年10月13日 - 2004年7月4日、日本テレビ） - MC[注 21]
- スマ夫（2003年1月11日 - 3月22日、フジテレビ）
- 中井正広のブラックバラエティ（2004年7月18日 - 2013年3月31日、日本テレビ） - MC
- 中居正広の怪しい噂の集まる図書館 → 中居正広のミになる図書館 → 中居正広の身になる図書館（2011年10月4日 - 2019年3月11日、テレビ朝日） - MC
- うもれびと（2012年4月11日 - 9月19日、フジテレビ） - MC
- ナカイの窓（2012年10月10日 - 2019年3月27日、日本テレビ） - MC
- なかい君の学スイッチ（2017年10月16日 - 2018年9月25日、TBS） - MC
- 中居くん決めて!（2018年10月22日 - 2020年3月23日、TBS） - MC
- 新・日本男児と中居（2019年5月3日 - 2021年3月26日、日本テレビ） - MC
- 中居大輔と本田翼と夜な夜なラブ子さん（2020年7月2日 - 2022年3月24日、TBS） - MC[注 22]

音楽番組
- アイドルオンステージ（1993年10月10日 - 1995年9月10日、NHK-BS2） - ナビゲーター
- TK MUSIC CLAMP（1996年5月15日 - 1997年6月11日、フジテレビ） - 2代目MC
- うたばん（1996年10月15日 - 2010年3月23日、TBS） - MC[注 23]
- ザ・ミュージックアワー（2010年4月20日 - 9月14日、TBS） - MC[注 23]
- カミスン!（2011年4月25日 - 2012年3月26日、TBS） - MC
- 火曜曲!（2012年4月24日 - 2013年9月3日、TBS） - MC[注 24]
- Sound Room（2013年11月11日 - 2014年3月24日、TBS） - MC[注 25]
- UTAGE!（2014年4月21日 - 2015年9月28日、TBS） - MC
- Momm!!（2015年10月19日 - 2017年9月25日、TBS） - MC

スポーツ番組
- THE独占サンデー（2000年10月1日 - 2002年9月29日、日本テレビ）[注 26]
- 巨人中毒（2002年4月7日 - 9月29日、日本テレビ） - MC

報道・情報番組
- サンデージャングル（1995年10月8日 - 2000年12月24日、テレビ朝日） - キャスター

#### スペシャル番組
バラエティ番組
- めちゃ2イケてるッ!「中居&ナイナイ日本一周シリーズ」（1996年 - 2018年、フジテレビ）
- フジテレビ系列改編期特番
  - FNS超テレビの祭典（1996年秋、フジテレビ） - 司会
  - FNS番組対抗!春秋の祭典スペシャル（1997年春 - 1998年春、フジテレビ） - MC
  - FNS秋の祭典 歓迎!新番組御一行様 〜お台場・中居旅館〜 / FNS春の祭典 ようこそ中居旅館へ!話題のドラマ&新番組大宴会（1998年秋・1999年春、フジテレビ） - 支配人（MC）
  - 笑っていいとも!スペシャル（フジテレビ） - MC
    - 笑っていいとも!春・秋の祭典スペシャル（2001年春 - 2009年秋）
    - 笑っていいとも!新春祭（2004年冬・2005年冬）
    - 夜の笑っていいとも!春・秋のドラマ特大号（2010年春・秋）
    - 笑っていいとも!豪華俳優★人気芸人が大集合SP!（2011年春）

  - 中居正広の(生)スーパードラマフェスティバル（2006年冬 - 2009年夏、フジテレビ） - MC
  - タモリ・中居のドラマチック・リビングルーム（2011年秋 - 2012年秋、フジテレビ） - MC
  - タイムリミットバトル ボカーン!（2022年春・夏、フジテレビ） - チェアマン（MC）[注 27]
- 新春かくし芸大会（1997年 - 1999年[注 17]、フジテレビ） - 総合司会
  - かくし芸35周年記念! あのシーンをもう一度秘蔵VTR100連発スペシャル（1998年1月15日、フジテレビ「強力!木スペ120分」枠） - MC
- ビートたけしのD-1グランプリ（1997年9月24日 - 1998年12月16日、テレビ朝日） - サブMC
- つるべ・中居くんのナニワ漫遊道（1998年1月11日、関西テレビ）
- FNS27時間テレビ（フジテレビ）
  - '98FNS1億2700万人の27時間テレビ夢列島〜てれずにいいこと、てれずに楽しく〜（1998年7月18日 - 19日） - 総合司会
  - '99FNS1億2700万人の27時間テレビ夢列島〜てれずに楽しく・てれずに愛して〜（1999年7月17日 - 18日） - 総合司会
  - 2000FNS1億2700万人の27時間テレビ夢列島〜家族 愛 Love You〜（2000年7月8日 - 9日） - 総合司会
  - FNS27時間テレビ めちゃ2オキてるッ! 楽しくなければテレビじゃないじゃ〜ん!!（2004年7月24日 - 25日） - 総合司会
  - FNS26時間テレビ 国民的なおもしろさ! 史上最大!!真夏のクイズ祭り 26時間ぶっ通しスペシャル（2006年7月15日 - 16日） - 総合司会
  - FNS27時間テレビ めちゃ2デジッてるッ! 笑顔になれなきゃテレビじゃないじゃ〜ん!!（2011年7月23日 - 24日） - 総合司会
  - FNS27時間テレビ めちゃ2ピンチってるッ! 1億2500万人の本気になれなきゃテレビじゃないじゃ〜ん!!（2015年7月25日 - 26日） - 総合司会
  - FNS27時間テレビフェスティバル!（2016年7月24日） - MCリレー
  - コーナー「さんま・中居の今夜も眠れない」（2000年 - 2016年）
- 中居正広の家族会議を開こう!（1999年4月7日 - 2003年4月3日 / 2008年11月18日・25日、TBS） - MC
- 松本人志・中居正広VS日本テレビ（2002年9月26日・2003年4月12日、日本テレビ）
- 中居正広の2002総決算まるごと(秘)ランキング（2002年12月21日、フジテレビ） - MC
- 中居正広が今さら…キスした?SMAP（2004年6月8日、テレビ朝日）
- 中居正広のテレビ50年名番組だョ!全員集合笑った泣いた感動したあのシーンをもう一度夢の総決算スペシャル（2005年10月2日、TBS） - 総合司会
- 中居正広のクイズ!ONE/エイト（2009年7月21日、TBS「キミハ・ブレイク」枠） - MC
- 記録よりも記憶に残るフジテレビの笑う50年 〜めちゃ2オボえてるッ!〜（2009年10月10日、フジテレビ） - MC
- 中居正広の10文字で解説できたら格好いい!ニュースの素朴なギモン（2009年12月28日、テレビ朝日） - MC
- 中居正広の世界はスゲェ!ココまで調べましたSP（2010年3月2日 - 2013年1月8日、フジテレビ） - MC
- 中居正広のザ・大年表（2010年3月31日 - 2012年10月3日、日本テレビ） - MC
- 中居正広の怪しい本の集まる図書館（2010年12月27日・2011年3月21日・7月18日、テレビ朝日） - MC[注 28]
- 中居のかけ算（2011年1月2日 - 2016年1月2日、フジテレビ） - MC
- 中居正広の人気番組ぜんぶ見せます!速報!年末年始 ザ・視聴率ベスト30（2011年1月7日、日本テレビ「金曜スーパープライム」枠） - MC
- 60番勝負（2013年2月1日、NHK総合 / 2013年2月2日、日本テレビ） - MC
- テレ朝SMAPバラエティ部スマシプ（2014年3月9日・2015年9月22日、テレビ朝日）
- 中居正広の終活って何なの!?〜僕はこうして死にたい〜（2015年2月21日・2016年4月30日、フジテレビ） - MC
- 中居正広のISORO（2015年3月23日、フジテレビ） - MC
- 中居正広の神センス☆塩センス!!（2015年6月22日 - 2017年7月10日、フジテレビ） - MC
- Xmasスペシャル中居正広が結婚を考える夜。（2015年12月21日、フジテレビ） - MC
- 行列のできる法律相談所（2018年3月25日[166]・2021年3月21日[167]、日本テレビ） - スペシャルMC
- 中居正広の【悲報】館（2019年9月22日・2020年3月29日、日本テレビ） - MC
- ニュースな会関連番組
  - どうぶつな会（2020年9月17日、テレビ朝日） - MC[168]
  - 中居正広のダンスな会（2021年3月6日・2022年1月29日、テレビ朝日） - MC[169]
- 閃いたら勝ち（2020年9月24日、TBS）[170]
- まつもtoなかい〜マッチングな夜〜（2020年11月21日・2022年2月19日、フジテレビ） - MC[注 29]
- FNSラフ&ミュージック〜歌と笑いの祭典〜（2021年8月28日・29日、フジテレビ） - サポーター（MC）[171]
  - FNSラフ&ミュージック2022〜歌と笑いの祭典〜（2022年9月10日・11日、フジテレビ） - サポーター（MC）[172]
- 中居ウエンツとアウトエイジ（2021年10月3日、日本テレビ） - MC[173]
- 中居正広のただただ話すダーケ（2021年10月31日・2022年1月1日・5月22日、テレビ東京） - MC[174]
- 俺のワタシの極み飯!（2022年5月26日・6月2日、TBS「モクバラナイト」枠）[175]
- 悪魔のサイフ（2022年8月24日・31日、フジテレビ「水曜NEXT!」枠） - MC
- THEプラチナリスト〜スターが生まれた伝説の名簿〜（2022年9月18日・2023年5月28日、TBS） - MC[176]

音楽番組
- 日本テレビ音楽の祭典（1995年 - 1998年[注 17]、日本テレビ） - 司会
- NHK紅白歌合戦（NHK総合・ラジオ第1）
  - 第48回NHK紅白歌合戦（1997年12月31日） - 白組司会
  - 第49回NHK紅白歌合戦（1998年12月31日） - 白組司会
  - 第57回NHK紅白歌合戦（2006年12月31日） - 白組司会
  - 第58回NHK紅白歌合戦（2007年12月31日） - 紅組司会
  - 第59回NHK紅白歌合戦（2008年12月31日） - 白組司会
  - 第60回NHK紅白歌合戦（2009年12月31日） - 白組司会
- COUNT DOWN TVスペシャル（TBS） - MC
  - CDTVスペシャル!年越しプレミアライブ
    - CDTVスペシャル!年越しプレミアライブ2010→2011（2010年12月31日）
    - CDTVスペシャル!年越しプレミアライブ2011→2012（2011年12月31日）
    - CDTVスペシャル!年越しプレミアライブ2012→2013（2012年12月31日）
    - CDTVスペシャル!年越しプレミアライブ2018→2019（2018年12月31日）[177]

  - CDTV祝25周年SP（2018年4月7日）[178]
- のどじまんTHEワールド!（2012年3月9日 - 2019年9月11日、日本テレビ） - MC
- 震災から○年 "明日へ"コンサート（2012年 - 2016年[注 17]、NHK総合[注 30]） - 司会
- UTAGE!（2016年3月29日 - 2022年9月1日、TBS） - MC

スポーツ番組
野球関連
- プロ野球好珍プレーBEST101（1995年 - 1997年[注 17]、日本テレビ） - MC
  - 中居&江川のプロ野球好珍プレー真夏の陣!（1997年7月8日、日本テレビ「火曜デラックス」枠） - MC
- 中居正広の巨人vs阪神直前SP（2003年5月31日・7月21日・8月16日・9月20日・11月22日、日本テレビ） - MC
- 中居正広スポーツ革命 → 中居正広プロ野球革命（2005年1月4日 - 2008年12月30日、テレビ朝日） - MC
- 誰も知らない背番号55〜松井秀喜 復活への125日〜（2006年12月28日、フジテレビ） - 語り
- 野球 北京五輪アジア地区最終予選（2007年12月1日 - 3日、テレビ朝日） - 星野監督公認サポートキャプテン
- 第2回ワールド・ベースボール・クラシック 東京ラウンド（2009年3月5日 - 9日、テレビ朝日） - テレビ朝日WBC日本代表サポートキャプテン
- 中居正広のプロ野球魂（2009年12月28日 - 2023年7月8日、テレビ朝日） - MC
- 長嶋さんと中居くん（2017年12月28日、テレビ朝日）[179]
- 東京オリンピック「野球」（2021年7月31日・8月2日、TBS） - スペシャルゲスト（中継リポーター）[180]
- WBC2023 ザ・ファイナル（2023年12月31日、TBS） - MC[181][182]
- MLBワールドシリーズ第5戦 ドジャースvsヤンキース（2024年10月31日、フジテレビ） - フジテレビワールドシリーズ中継応援サポーター[183]

スポーツ全般
- TBSオリンピックメインキャスター
  - アテネオリンピック（2004年夏季）
  - トリノオリンピック（2006年冬季）
  - 北京オリンピック（2008年夏季）
  - バンクーバーオリンピック（2010年冬季）
  - ロンドンオリンピック（2012年夏季）
  - ソチオリンピック（2014年冬季）
  - リオデジャネイロオリンピック（2016年夏季）
  - 平昌オリンピック（2018年冬季）[184]
- 体育会系大新年会スペシャル!! → 体育会系スポーツ大忘年会スペシャル!!（2000年1月2日・2001年1月2日・12月29日・2002年12月28日・2003年12月30日・2004年12月30日・2005年12月21日、日本テレビ） - MC
- 中居正広のイケてるアスリート決定戦（2006年12月24日、日本テレビ） - MC
- 徳光&中居の豪快年忘れ!超一流アスリート感謝祭!（2007年12月27日、日本テレビ） - MC
- 中居正広の○番勝負!（2008年12月28日 - 2022年3月23日、日本テレビ）
- 中居正広のスポーツ!号外スクープ狙います!（2014年4月6日 - 2018年3月5日[注 31] / 2021年8月15日、テレビ朝日） - MC
- スポーツハイライト2015 新時代の扉が開いた（2015年12月27日、NHK総合） - MC
- 最強スポーツ統一戦（2019年12月30日、フジテレビ） - 総合司会

情報・ドキュメンタリー番組
- 鑑識の神様 凶悪事件ファイル〜痕跡は真実を語る〜（2003年3月29日・10月1日、日本テレビ） - ナビゲーター
- 証言記録 市民たちの戦争（2009年8月9日 - 13日、BShi） - ナビゲーター
- 忘れないで、わたしたちの戦争〜中居正広が聞く戦場の声〜（2009年8月14日、NHK総合） - MC
- 笑いの正体（2022年3月21日・7月5日・2023年9月25日、NHK総合） - MC[注 32][185]

#### ラジオ
- 中居正広のオールナイトニッポン（1993年11月15日 - 1994年10月31日、ニッポン放送）
  - 伝説のパーソナリティが今を語る オールナイトニッポン45時間スペシャル「中居正広のオールナイトニッポン」（2013年2月23日、ニッポン放送）
  - 中居正広のオールナイトニッポンGOLD 〜劇場版ATARUスペシャル〜（2013年9月18日、ニッポン放送）
  - オールナイトニッポン55周年記念 オールナイトニッポン55時間スペシャル「中居正広のオールナイトニッポン」（2023年2月18日、ニッポン放送）
- 中居正広 WOO YAH SMAP（1995年4月 - 1996年9月、NACK5）
- ラジオ・チャリティ・ミュージックソン（ニッポン放送） - メインパーソナリティ
  - 第22回ラジオ・チャリティ・ミュージックソン（1996年12月24日 - 25日）
  - 第23回ラジオ・チャリティ・ミュージックソン（1997年12月24日 - 25日）

#### ストリーミング配信
- セ・パ交流戦 最高の20日間を語ろう −中居正広×落合博満−（2024年5月25日、DAZN） - MC[186]
- さあCS ここがMAX! −中居スタジアム−（2024年10月11日、DAZN） - MC[187]

### テレビドラマ
- 時間ですよ平成元年（1989年10月10日 - 12月26日、TBS） - 宝田ヒロシ 役
  - 時間ですよ新春スペシャル 梅の湯の結婚式はギャグでいっぱい（1990年1月2日）
- 若さま侍捕物帖（1991年1月2日、テレビ朝日）
- 学校へ行こう!（1991年4月8日 - 6月24日、フジテレビ） - 松田克巳 役
- 学校へ行こう!SPECIAL 旅立ちの朝に…（1992年4月6日、フジテレビ） - 弘志 役
- 腕におぼえあり3（1993年1月8日 - 3月12日、NHK総合） - 渋谷雄之助 役
- 愛よ眠らないで（1993年1月28日、福岡放送・日本テレビ） - 古賀守 役
- 銀色の恋文（1994年[注 33]、フジテレビ） - 井崎浩 役
- 君に伝えたい 恋するシティボーイ（1994年4月24日、毎日放送・TBS） - 杉山俊介 役
- 味いちもんめシリーズ（テレビ朝日） - 主演・伊橋悟 役
  - 味いちもんめ（1995年1月12日 - 3月16日、木曜ドラマ）
  - 味いちもんめII・京都編（1996年1月11日 - 3月21日、木曜ドラマ）
  - 味いちもんめ'97スペシャル（1997年1月2日、新春ドラマスペシャル）
  - 味いちもんめ'98スペシャル（1998年1月2日、新春ドラマスペシャル）
  - 味いちもんめ 2011（2011年1月8日、新春ドラマスペシャル）
  - 味いちもんめ 2013（2013年5月11日）
- 輝く季節の中で（1995年4月20日 - 6月29日、フジテレビ、木曜劇場） - 樋口慎一 役
- 世にも奇妙な物語（フジテレビ）
  - '95秋の特別編「23歳の老人」（1995年10月4日） - 主演・老田和之 役
  - '96秋の特別編「不定期バスの客」（1996年10月2日） - 主演・岡田 役
  - SMAPの特別編「オトナ受験」（2001年1月1日） - 主演・相良洋二 役
- 輝け隣太郎 第6話・第9話（1995年11月12日・12月3日、TBS） - 中居正広（本人） 役 ※ゲスト出演
- ナニワ金融道シリーズ（フジテレビ） - 主演・灰原達之 役
  - ナニワ金融道（1996年2月16日）
  - ナニワ金融道2（1996年10月8日）
  - ナニワ金融道3（1998年1月5日、新春ドラマスペシャル）
  - ナニワ金融道4（1999年4月30日）
  - ナニワ金融道5（2000年9月25日）
  - ナニワ金融道6（2005年1月3日、新春ドラマスペシャル）
  - 新ナニワ金融道（2015年1月24日）
    - 銭の戦争 第1話（2015年1月6日、関西テレビ・フジテレビ） - 灰原達之 役 ※ゲスト出演
- 誰かが誰かに恋してる（1996年3月29日、TBS） - 石田健太郎 役
- 勝利の女神（1996年4月16日 - 6月25日、関西テレビ・フジテレビ） - 主演・吉本康平 役
- 僕が僕であるために（1997年1月3日、フジテレビ、新春ドラマスペシャル） - 成瀬隼人 役
- 最後の恋（1997年7月11日 - 9月19日、TBS、金曜ドラマ） - 主演・夏目透 役（常盤貴子とダブル主演）
- ブラザーズ（1998年4月13日 - 6月29日、フジテレビ） - 主演・藤原真心 役
- 古畑任三郎 vs SMAP（1999年1月3日、フジテレビ、新春ドラマスペシャル） - 中居正広（本人） 役
- グッドニュース（1999年4月11日 - 6月27日、TBS、日曜劇場）- 主演・黒沢丈一 役
- 伝説の教師（2000年4月15日 - 6月24日、日本テレビ） - 主演・風間大輔 役（松本人志とダブル主演）
- 白い影（2001年1月14日 - 3月18日、TBS、日曜劇場） - 主演・直江庸介 役
  - 白い影 その物語のはじまりと命の記憶（2003年1月2日、新春ドラマスペシャル）
- 砂の器（2004年1月18日 - 3月28日、TBS、日曜劇場） - 主演・和賀英良 役
- 婚カツ!（2009年4月20日 - 6月29日、フジテレビ） - 主演・雨宮邦之 役
- ATARU（2012年4月15日 - 6月24日、TBS、日曜劇場） - 主演・チョコザイ（アタル‹猪口在›） 役
  - ATARU スペシャル〜ニューヨークからの挑戦状!!〜（2013年1月6日）

### 映画
- プライベート・レッスン（1993年）
- シュート!（1994年） - 田仲俊彦 役
- 第2回欽ちゃんのシネマジャック「なんかヘン? Part2」（1994年） - 息子 役
- 模倣犯（2002年、東宝、森田芳光監督） - 主演・網川浩一（ピース） 役
- 私は貝になりたい（2008年、東宝、福澤克雄監督） - 主演・清水豊松 役
- おとうと（2010年） ※友情出演
- 劇場版 ATARU THE FIRST LOVE & THE LAST KILL（2013年、東宝、木村ひさし監督） - 主演・チョコザイ（アタル‹猪口在›） 役
- 手をつないでかえろうよ〜シャングリラの向こうで〜（2016年） - 蘇我皇慈 役 ※友情出演

### テレビアニメ
- サザエさん（フジテレビ）
  - 「歓迎!飛び入り家族」（1998年7月19日、27時間テレビ夢列島） - 大河原タツヒコ 役
  - 「SOS!ウェディングベル」（1999年7月18日、27時間テレビ夢列島） - 十文字 役
  - 「星空の下のナカイくん」（2000年7月9日、27時間テレビ夢列島） - ナカイ 役
  - 「わが家のアイドル」（2004年7月25日、FNS27時間テレビ） - 中居 役
  - 「カツオ明日のスター」（2011年7月24日、FNS27時間テレビ） - 中居正広（本人） 役
  - 「笑顔のレシピ」（2014年7月27日、FNS27時間テレビ） - マサヒロ 役
  - 「本気で挑戦!」（2015年7月26日、FNS27時間テレビ） - 中居正広（本人） 役
- ちびまる子ちゃん（フジテレビ）
  - 「クイズに答えて、ヨーロッパへ行こう!」の巻（2006年7月16日、FNS26時間テレビ） - ミスターX 役

### CM
- 郵政省「ゆうパック」（1994年）
- ロッテ
  - 「クリスプスティック」（1994年）
  - 「クランキー」（1996年 - 1998年）
  - 「カカオの恵み」（1999年）
  - 「ブラックブラック」（2000年 - 2001年）
  - 「アーモンドチョコレート」（2000年 - 2004年）
- 日本生命（1995年 - 1998年）
- 三菱自動車
  - 「ミラージュ」（1995年 - 1996年）
  - 「RVR」（1997年 - 1998年）
- リコー「プリテール」（1996年）
- ダイキン「ワイドリビングエアコン」（1996年 - 1998年）
- 味の素
  - 「クノール具だくさんたまごスープ」（1996年）
  - 「クノール北海道ポタージュ」（1997年 - 1998年）
- NTT・NTT東日本「ISDN」（1996年 - 2000年）
- サントリー
  - 「スーパーホップス」（1997年 - 1998年・2000年）
  - 「風呂あがり<生>」（2001年）
- 資生堂「uno」（1998年 - 2003年）
- スカパーJSAT「スカイパーフェクTV」（1999年 - 2003年）
- ロート製薬「ロートジー」（1999年 - 2001年）
- 宝くじ「ロト6」（2000年 - 2003年）
- 吉野家（2001年 - 2003年）
- 大王製紙「エリエール・GOO.N」（2001年 - 2004年）
- サントリーフーズ「BOSS」（2004年 - 2005年）
- 日清食品「どん兵衛」（2004年 - 2015年）
- 日本中央競馬会 （2005年 - 2006年）
- ライオン「グロンサン」（2005年）
- 明治製菓
  - 「アーモンドチョコレート」（2005年 - 2010年）※2008年まで稲垣吾郎と共演
  - 「CACAO STYLE」（2006年 - 2007年）
- 住友ゴム工業「ダンロップ」（2006年 - 2008年）
- 大塚製薬「ポカリスエット」（2008年）
- ハウス食品
  - 「ウコンの力」（2009年 - 2010年）
  - 「ウコンの力・モーニングレスキュー」（2010年 - 2011年）
- アンファー「薬用スカルプD」（2011年 - 2012年）※草彅剛と共演
- エイチ・アイ・エス（2011年 - 2012年）※同事務所所属（当時）の近藤真彦・稲垣吾郎とそれぞれ共演
- CHINTAI（2012年 - 2013年）
- エイブル（2012年 - 2015年）
- ヒューマントラスト（2012年 - 2015年・2019年）
- 日本コカ・コーラ「コカ・コーラ ゼロ」（2015年 - 2016年）
- バンダイナムコエンターテインメント「アイドルマスター シンデレラガールズ スターライトステージ」（2015年 - 2017年）[188]
- キリンビール「氷結」（2017年）[189]

### 舞台
- 聖闘士星矢（1991年8月15日 - 9月1日（青山劇場）） - ペガサス星矢 役（主演：SMAP）
- レインボー通りの人々（1992年5月4日 - 31日、東京宝塚劇場） - 光之 役
- ドラゴンクエスト（1992年8月1日 - 25日（南座）） - 勇者アレル 役（主演：SMAP）
- ANOTHER〜少年の島〜（1993年8月6日 -15日（南座）、8月17日 - 24日（アートスフィア）） - リーダー・優輝 役（主演：SMAP）

### ゲーム
- アイドルマスター シンデレラガールズ スターライトステージ（2016年、Android・iOS） - 中居君 役[注 34]

## 受賞・表彰歴
俳優として
- 1995年
  - 第4回ザテレビジョンドラマアカデミー賞（『味いちもんめ』）
    - 主演男優賞[192]
    - 新人俳優賞
- 1997年
  - 橋田賞 新人賞
  - 第14回ザテレビジョンドラマアカデミー賞 主演男優賞（『最後の恋』）[193]
- 2000年
  - 第25回ザテレビジョンドラマアカデミー賞 ザテレビジョン特別賞（松本人志とのフリートーク /『伝説の教師』）
- 2004年
  - 第7回日刊スポーツドラマグランプリ 主演男優賞（『砂の器』）[194]
  - 第40回ザテレビジョンドラマアカデミー賞 主演男優賞（『砂の器』）[195]
  - 第14回TV LIFE年間ドラマ大賞 主演男優賞（『砂の器』）[196]
  - 第1回月刊TVnavi/ドラマ・オブ・ザ・イヤー 主演男優賞（『砂の器』）
- 2008年
  - 第21回日刊スポーツ映画大賞 主演男優賞（『私は貝になりたい』）[197]

その他（慈善活動）
- 2021年 紺綬褒章並びに賞杯[198]
- 2022年 紺綬褒章飾版[199]
- 2023年 紺綬褒章飾版[200][201]

## 書籍

### 対談集
- SMAP MIND（幻冬舎） - 編 : MUSIC CLAMP
  - SMAP MIND―中居正広音楽対談〈Vol.1〉（1997年2月、ISBN 978-4-87728-151-9）
  - SMAP MIND―中居正広音楽対談〈Vol.2〉（1997年5月、ISBN 978-4-87728-160-1）
  - SMAP MIND―中居正広音楽対談〈Vol.3〉（1997年8月、ISBN 978-4-87728-176-2）
  - SMAP MIND―中居正広音楽対談〈Vol.4〉（1997年8月、ISBN 978-4-87728-177-9）

### 写真集
- 中居正広増刊号（扶桑社）
  - 私服だらけの中居正広増刊号〜輝いて〜（2009年8月18日、ISBN 978-4594060183）
  - 私服だらけの中居正広増刊号〜輝いて〜Part2（2012年12月11日、ISBN 978-4594067335）
  - 私服だらけの中居正広増刊号〜輝いて〜Part3（2013年1月15日、ISBN 978-4594067403）
  - 私服だらけの中居正広増刊号〜輝いて〜Part4（2014年4月18日、ISBN 978-4594070342）

### 絵本
- 中居正広の〇〇な会 派生作品（マガジンハウス） - 監修（共著者：キャラクターデザイン・劇団ひとり、文・古市憲寿）
  - ♪ピンポンパンポンプー（2020年11月26日、ISBN 978-4838731176）
  - パリン グリン ドーン（2022年6月30日、ISBN 978-4838732036）
  - Wピース（2024年4月19日）
    - Wピース なさいくん（ISBN 978-4838732654）
    - Wピース のんちゃんびりーくん（ISBN 978-4838732661）

### 雑誌連載
- 月イチ連載コラム 中居正広の「とことん野球好き!!」（『週刊ベースボール』2016年4月11日号 - 2022年10月3日号、ベースボール・マガジン社）

## 音楽

### 楽曲制作
※特記の無い限り「N. マッピー」名義
ソロ
- みんな1人じゃないのだ!?（作詞：N.マッピー、作曲：N.マッピー・Mark Davis）
- オイラの人生のっぺらぼ〜〜!（作詞：N.マッピー、作曲：N.マッピー・岸利至）
- トイレットペッパーマン（作詞：井手コウジ・N.マッピー、作曲：井手コウジ・N.マッピー・米光亮）
- ブリブリマン（作詞：N.マッピー・井手コウジ、作曲：N.マッピー・NAT All Stars）
- 宮下がつくったうた（作詞：N.マッピー・宮下昌也、作曲：N.マッピー・宮下浩司・宮下昌也、編曲：N.マッピー・宮下浩司）
- Memory 〜June〜（作詞：N.マッピー・宮下昌也・宮下浩司、作曲：N.マッピー・宮下浩司・宮下昌也、編曲：N.マッピー・宮下浩司）
- ねぇ…（作詞・作曲・編曲：N.マッピー・谷口尚久）

SMAP
- Slicker's Blues（作詞：相田毅・中居正広・香取慎吾） ※「中居正広」名義
- Five True Love（作詞：N.マッピー・しんご・土生京子、作曲：N.マッピー・日高智）
- FIVE RESPECT（作詞：N.マッピー・鈴木おさむ、作曲：N.マッピー）
- CRAZY FIVE（作詞・作曲・編曲：N.マッピー・宮下浩司・宮下昌也）

オリジナル曲
※「なかいまさひろ」名義
- Wピース（作詞・作曲：なかいまさひろ）[注 35]

### 楽曲提供
※「なかいさん」名義
舞祭組
- 棚からぼたもち（作詞・作曲・編曲：なかいさん・宮下兄弟）
- てぃーてぃーてぃーてれって てれてぃてぃてぃ 〜だれのケツ〜（作詞・作曲・編曲：なかいさん・宮下工務店）
- やっちゃった!!（作詞・作曲・編曲：なかいさん・宮下工務店）

### その他のソロ曲（SMAP時代）
- 悲しくて眠れない（1993年）
- 泣きたい気持ち（1993年）
- My Childhood Friend 〜 鏡の中のRadio（1994年）
- 女の子とLOVE SONG（2006年）

### 参加作品
- ジャニーズ・ファンタジー KYO TO KYO'97 夏公演（1998年1月1日、ジャニーズ・エンタテイメント）
「みんな1人じゃないのだ!?」に出演[202]。
- 背番号・3 長嶋さん ありがとう!!（2002年3月21日、テイチクエンタテインメント）
長嶋茂雄の歴史を辿るドキュメントCDに、コメント出演[203]。
- 舞祭組の、わっ!（2017年12月13日、avex trax）
ボーナストラック「Fire&Lightning」にコーラスとして参加[204]。
- 舞祭組村のわっと! 驚く! 第1笑（2018年8月22日、avex trax）
〈初回盤〉特典映像「ホールツアー密着ドキュメント」、〈通常盤〉特典映像「Fire&Lightning〈スペシャルバージョン〉」に出演[205]。